# Associazione mondiale della strada
L'Associazione internazionale permanente dei congressi della strada (AIPCR) è stata costituita il 27 aprile 1909 come associazione senza fini di lucro a seguito del Primo congresso internazionale della strada che si tenne a Parigi nel 1908, con il patrocinio del governo francese.
L'associazione mutò l'iniziale denominazione e divenne "Associazione mondiale della strada" soltanto nel 1995. La sigla «AIPCR» (o «PIARC» o «WRA» a livello internazionale) corrisponde all'iniziale acronimo "Permanent International Association of Road Congresses" e mantiene la stessa denominazione in Italia che è tra i Paesi membri fondatori e che ne è diventata socia nel 1913.

## Obiettivi
L'AIPCR si definisce come "la principale associazione al mondo per lo scambio delle conoscenze nel settore delle infrastrutture e dei trasporti stradali".
L'associazione annovera 142 Paesi membri. Dal 1970 l'AIPCR è presente a livello consultivo nel Consiglio economico e sociale dell'Organizzazione delle Nazioni Unite.

## Congressi internazionali
L'AIPCR organizza un congresso ogni quattro anni. Dal 1969, l'AIPCR ne organizza anche un altro incentrato sulle tematiche della viabilità invernale.
- Parigi, 11-18 ottobre 1908
- Bruxelles, 31 luglio –7 agosto 1910
- Londra, 23-27 giugno 1913
- Siviglia, 7-12 maggio 1923
- Milano, 6-10 settembre 1926
- Washington, 6-11 ottobre 1930
- Monaco di Baviera, 3-6 settembre 1934
- L'Aia, 20 giugno –2 luglio 1938
- Lisbona, 24-29 settembre 1951
- Istanbul, 26 settembre– Primo ottobre 1955
- Rio de Janeiro, 21-26 settembre 1959
- Roma, 10-16 maggio 1964
- Tokyo, 5-11 novembre 1967
- Praga, 12-19 settembre 1971
- Città del Messico, 12-19 ottobre 1975
- Vienna, 16-21 settembre 1979
- Sydney, 8-15 ottobre 1983
- Bruxelles, 13-19 settembre 1987
- Marrakech, 22-28 settembre 1991
- Montréal, 3-9 settembre 1995
- Kuala Lumpur, 3-9 ottobre 1999
- Durban, 19-25 ottobre 2003
- Città del Messico, 26-30 settembre 2011
- Seul, 2-6 novembre 2015

### Congressi internazionali sulla viabilità invernale
- Berchtesgaden, 1969
- Tampere, 1986
- Tromsø 14-16 marzo 1990
- Seefeld in Tirol, 21-25 marzo 1994
- Luleå, 16-19 marzo 1998
- Sapporo, 28-31 gennaio 2002
- Torino, 27-30 marzo 2006
- Québec, 8-11 febbraio 2010
- Andorra, 4-7 febbraio 2014